# 范继英
范继英（1963年6月—），辽宁盖州人，女，汉族，中华人民共和国政治人物。1982年8月参加工作，1985年4月加入中国共产党。沈阳市财经学校计划统计专业毕业。

## 生平
1980年，在沈阳市财经学校计划统计专业学习。1982年，任沈阳市统计局干部、机关党委干事、机关团委书记（其间：1983年至1986年，中央广播电视大学工业企业经营管理专业学习）。1988年，任沈阳市城市社会经济调查队综合处副处长、处长、队长助理（其间：1988年至1992年，东北财经大学统计专业学习）。1993年，任共青团沈阳市委副书记、书记、党组书记（其间：1996年至1999年，辽宁大学经济管理学院国民经济管理专业学习）。2001年，任中共沈阳市委常委，市总工会主席、党组书记。
2002年，赴中华全国总工会任职，任女职工部部长，2004年任国际联络部部长，2006年任办公厅主任（其间：2006年至2007年，中央党校一年制中青年干部培训班学习）；2008年，任中华全国妇女联合会书记处书记、党组成员（其间：2008年至2012年，兼任中华女子学院党委书记）。2013年10月21日，当选为中华全国总工会副主席、书记处书记、党组成员，并兼任中华全国妇女联合会副主席。
2016年10月，回到辽宁省，任中共辽宁省委常委、统战部部长、辽宁省社会主义学院党组书记。2018年1月，当选第十三届全国政协委员。2020年4月，兼任省政协党组副书记。2022年1月当选辽宁省政协副主席。2023年1月，转任沈阳市人大常委会主任。